# Personalbemessungsmethode
Die Personalbemessungsmethode (auch als die Kapazitätsrechnung bezeichnet) ist ein Vorgang zur Ermittlung des Personalbedarfs eines Unternehmens. Sie umfasst Arbeitserfordernisse, Arbeitszeit und Vorgangsmengen.

## Ablauf
Die Methode findet man besonders in produzierenden Bereichen der Industrie, da dort die Fertigungsplanung einzelner Stücke schon erfolgte und Daten vorhanden sind. Auch kann die Personenkapazität schnell durch die vorgegebenen Arbeitszeiten Vorgabezeiten erfahrbar gemacht werden. Zur Personalbemessung kommen drei Faktoren in Betracht:

### Arbeitserfordernisse
Die Arbeitserfordernisse müssen zunächst ermittelt werden. Je nach Detaillierung kommen in Betracht:
- Arbeitsgänge als genaueste Gliederung
- Arbeitsaufgaben als grobere Gliederung

### Arbeitszeit
Die Arbeitszeit ist für den einzelnen Arbeitsgang bzw. die einzelne Arbeitsaufgabe ermittelbar mithilfe von:
- Ist-Zeit-Ermittlungen
- Systemen vorbestimmter Zeit
- Simulation

### Vorgangsmengen
Als Vorgangsmengen können zum Beispiel Aufträge, Pakete oder Rechnungen in Betracht kommen.

## Bedarf
Die Ermittlung des Personalbedarfs gliedert sich wiederum in zwei Stufen, die Errechnung des Netto- sowie anschließend des Bruttokapazitätsbedarf.

### Nettokapazitätsbedarf
Der Nettokapazitätsbedarf lässt sich dann durch die Multiplikation von notwendigen Arbeitszeiten und Vorgangsmengen errechnen. Der Personalbedarf ergibt sich:
```
                    Arbeitszeit pro Arbeitsgang/-aufgabe × Vorgangsmenge
   Personalbedarf = -----------------------------------------------------
                            Arbeitszeit pro Mitarbeiter
```

### Bruttokapazitätsbedarf
Dem Nettokapazitätsbedarf werden anschließend Zeiten, in denen Mitarbeiter nicht produktiv zur Verfügung stehen, zugeschlagen. Diese können beispielsweise sein:
- Durchschnittliche Leistung der anwesenden Mitarbeiter (Zu-/Abschlag)
- Verteilzeitbedarf der anwesenden Mitarbeiter
- Ausfallzeiten für Krankheit, Urlaub, Fortbildungen
- Sonderurlaub
- Betriebsversammlung, Dienstbesprechung
- Nötiger Überstundenabbau

Erfahrungsgemäß beträgt dieser Zuschlag ca. 10–20 % zzgl. zum Nettokapazitätsbedarf.